# LBOk-1
LBOk-1 – polska bomba kulkowa małego wagomiaru. Przenoszona w bombach kasetowych ZK-300 (315 szt. LBOk-1) i LBKas-250 (120 szt. LBOk-1). LBOk-1 jest wzorowana na amerykańskiej BLU-3 Pineapple. Bomba ma kształt walca. Do jego górnej części przymocowane są cztery stateczniki. W pozycji złożonej przylegają one do bocznej ściany korpusu bomby. W ściance korpusu jest zatopionych 265-280 kulek. Promień rażenia bomby to 10-25 m.